# Гвинтівка важільної дії

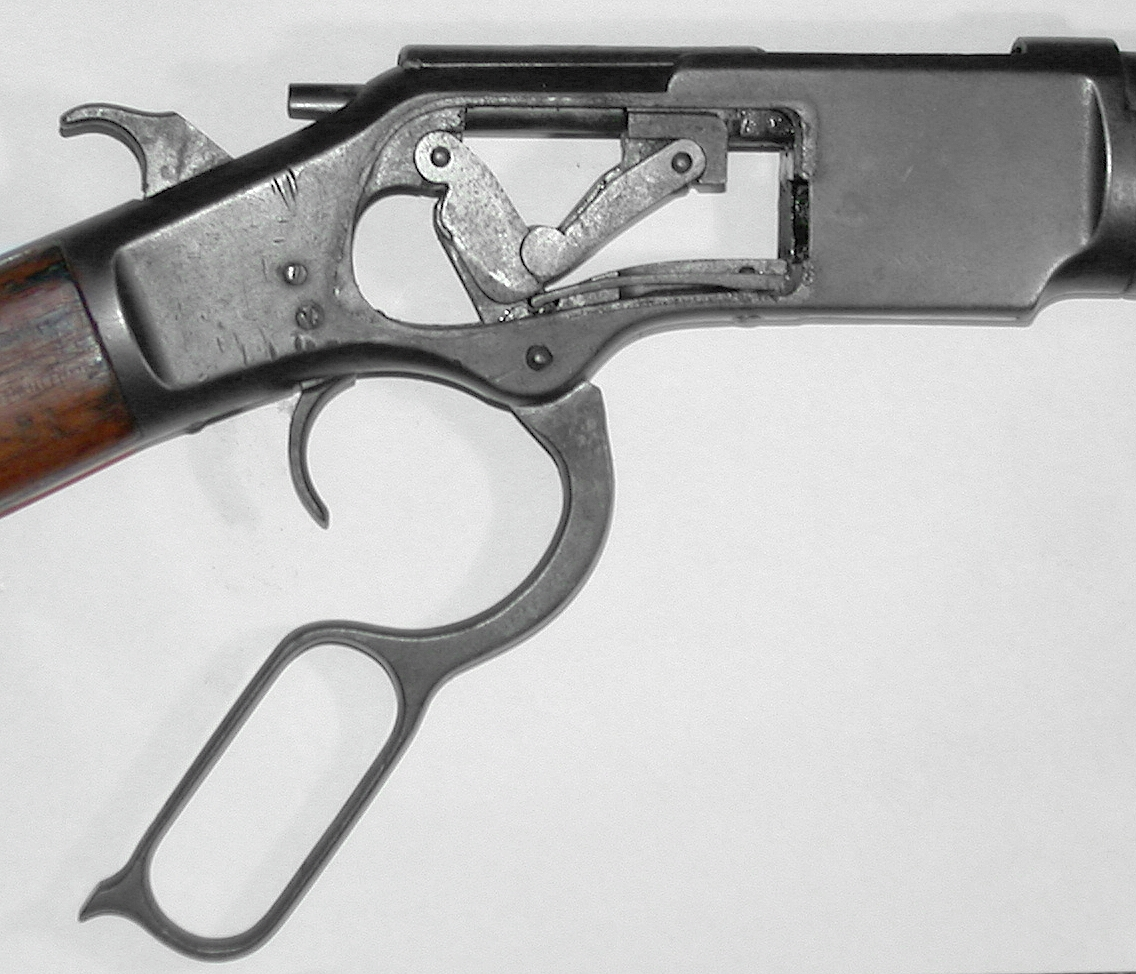
Важільний затвор культової гвинтівки Winchester Model 1873, однієї з найзнаменитіших важільних гвинтівок

Важільний затвор різновид ударно-спускового механізму магазинної вогнепальної зброї де використовується ручне руків'я зведення розташоване поряд з спусковою скобою (часто поєднане з ним) яке обертається вперед для руху затвора завдяки внутрішнім зв'язкам, при цьому відбувається екстракція та досилання нового набою в камору та зведення бойка. Такий УСМ відрізняється від інших типів затворів магазинної зброї, таких як ковзний, помповий, самозарядний або автоматичний/селективний затвори. Вогнепальну зброю з таким типом зведення у розмовній мові називають levergun.
Більшість важільної вогнепальної зброї це гвинтівки, але є важільні рушниці та кілька пістолетів. Найбільш відомим представником такого типу зброї є гвинтівка Winchester Model 1873, але багато виробників (особливо Henry та Marlin) також випускали важільні гвинтівки. Навіть компанія Colt's Mfg. Co. випустила 6403 важільних гвитівки Colt-Burgess з 1883 по 1885 роки. Компанія Mossberg випускала гвинтівку Mossberg model 464 під набої центрального .30-30 та кільцевого .22 запалення.

## Історія

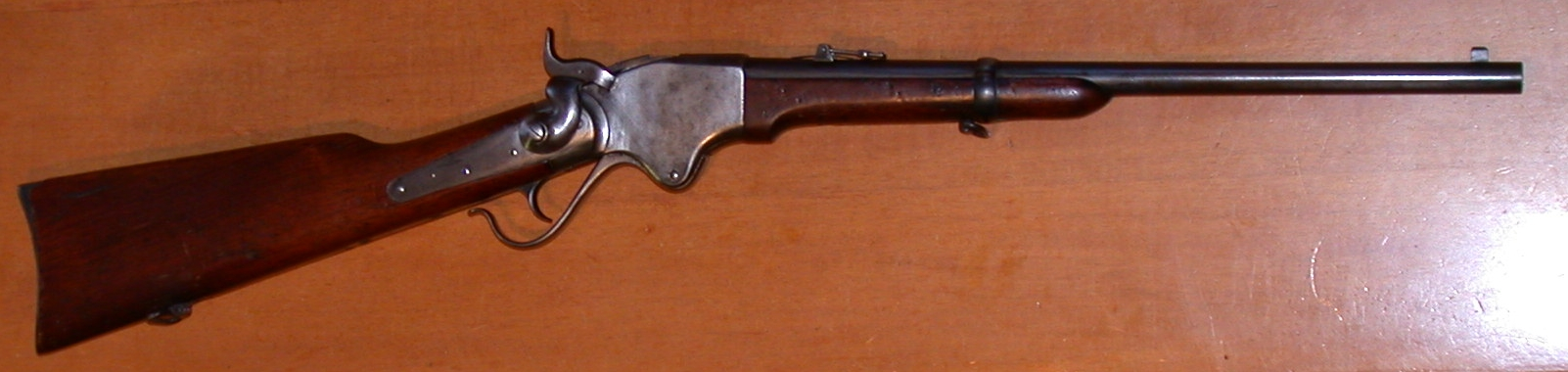
Карабін Спенсера M1865, .50 дюймів

В 1826 році в Італії Цезар Розальйо представив важільний револьвер здатний зробити шість пострілів менше ніж за шість секунд, який було запатентовано в 1829 році.

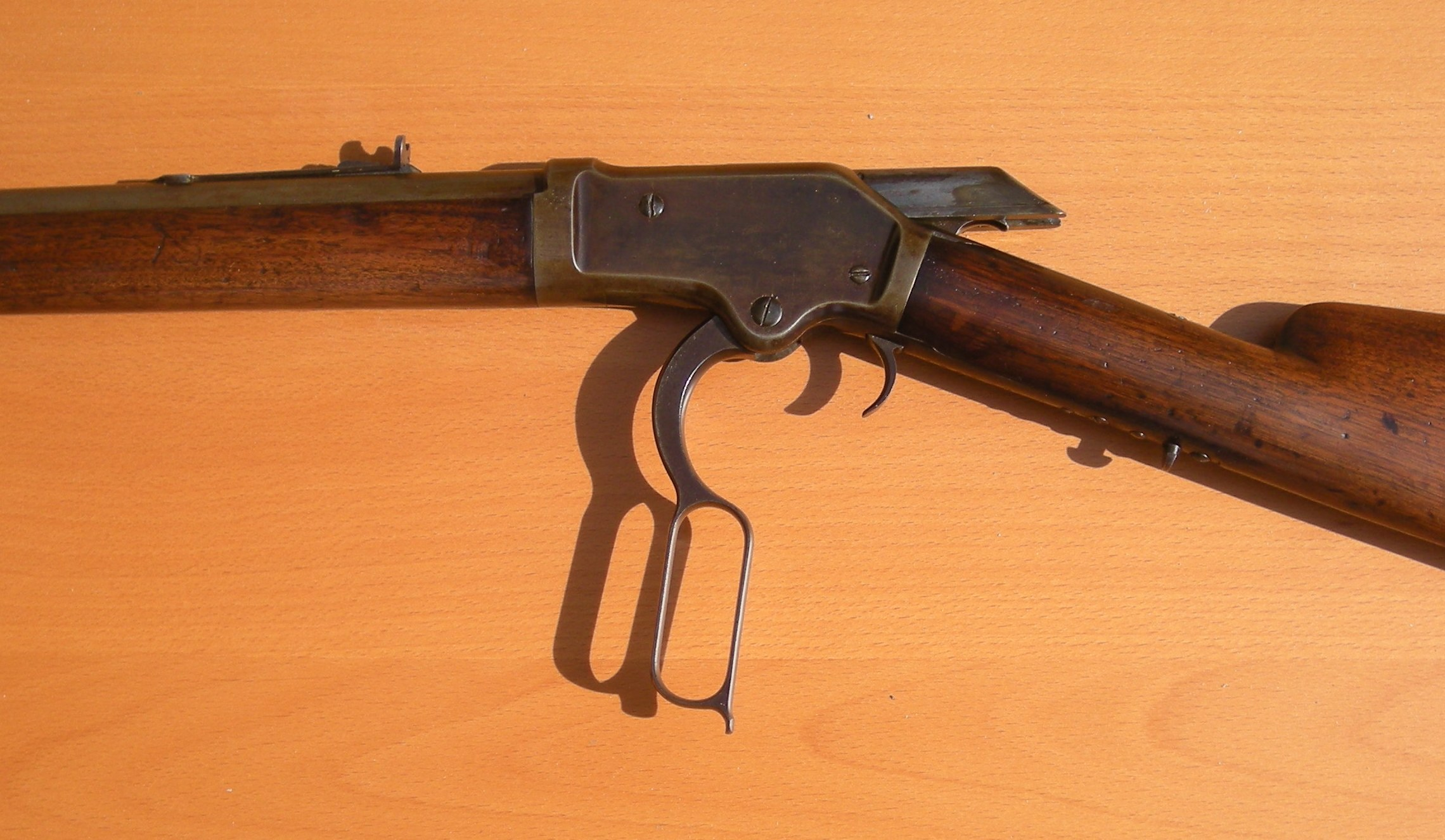
Гвинтівка Colt-Burgess

Першою важільною гвинтівкою на ринку були, ймовірно, гвинтівки Colt's 1st та 2nd Model Ring Lever, обидві капсульні. Їх випускала компанія Patent Arms Mfg. Co. Paterson, N.J.-Colt's Patent в період з 1837 по 1841 роки. Кільцевий важіль розташовувався перед спусковою скобою. Коли тягнули за цей важіль барабан обертався на наступну позицію та зводив внутрішній прихований ударник.

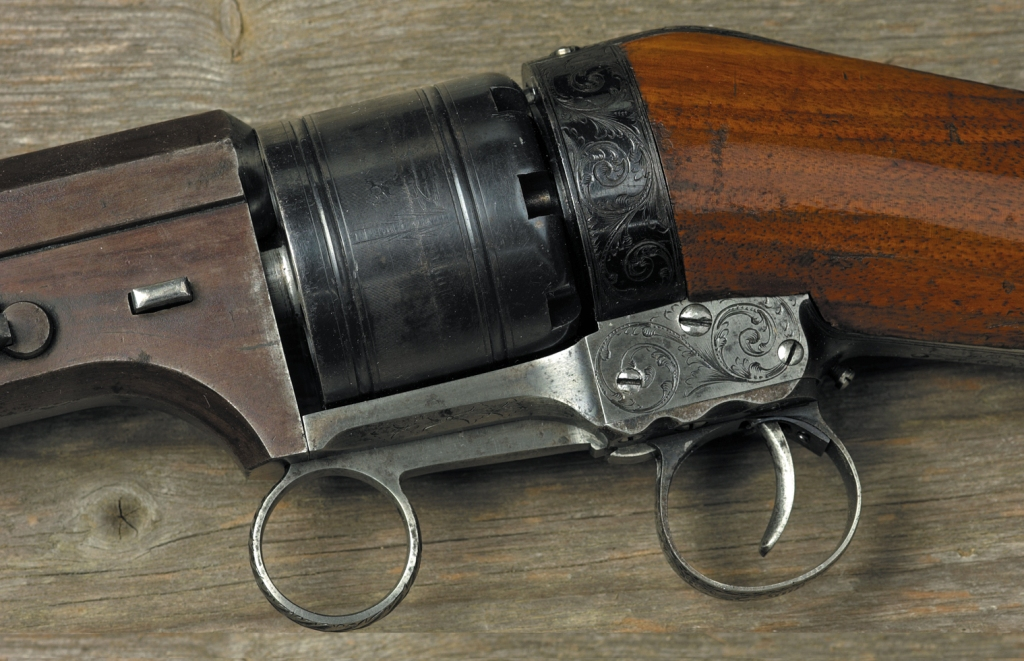
Важільна гвинтівка Colt Paterson Ring

Перед Громадянською війною в США було створено багато зброї важільної зброї, наприклад пістолет Volcanic , але першим видатними конструкціями стали магазинна гвинтівка Спенсера та гвинтівка Генрі, які були створені в 1860 році. Важільна гвинтівка Спенсера зі знімним семизарядним трубчастим магазином, яку розробив Крістофер Спенсер. Було випущено понад 20000 одиниць. Гвинтівка була прийнята на озброєння в США і використовувалася під час громадянської війни в США, що ознаменувало собою перше прийняття на озброєння будь-якою країною піхотної та кавалерійської гвинтівок зі знімним магазином. В першому варіанті гвинтівки Спенсера важіль лише розблоковував затвор та досилав новий набій, ударник треба було зводити окремо після заряджання.
Гвинтівка Генрі, створена Бенджаміном Тайлером Генрі, зброярем який працював на Олівера Вінчестера, мала центрально розташований ударник, який зводився при русі затвора назад на відміну від ручного зведення курка, що було характерно для дульнозарядних гвинтівок. Крім того Генрі розташував магазин під стволом, а не в прикладі, що призвело до поширення трубчастих магазинів.

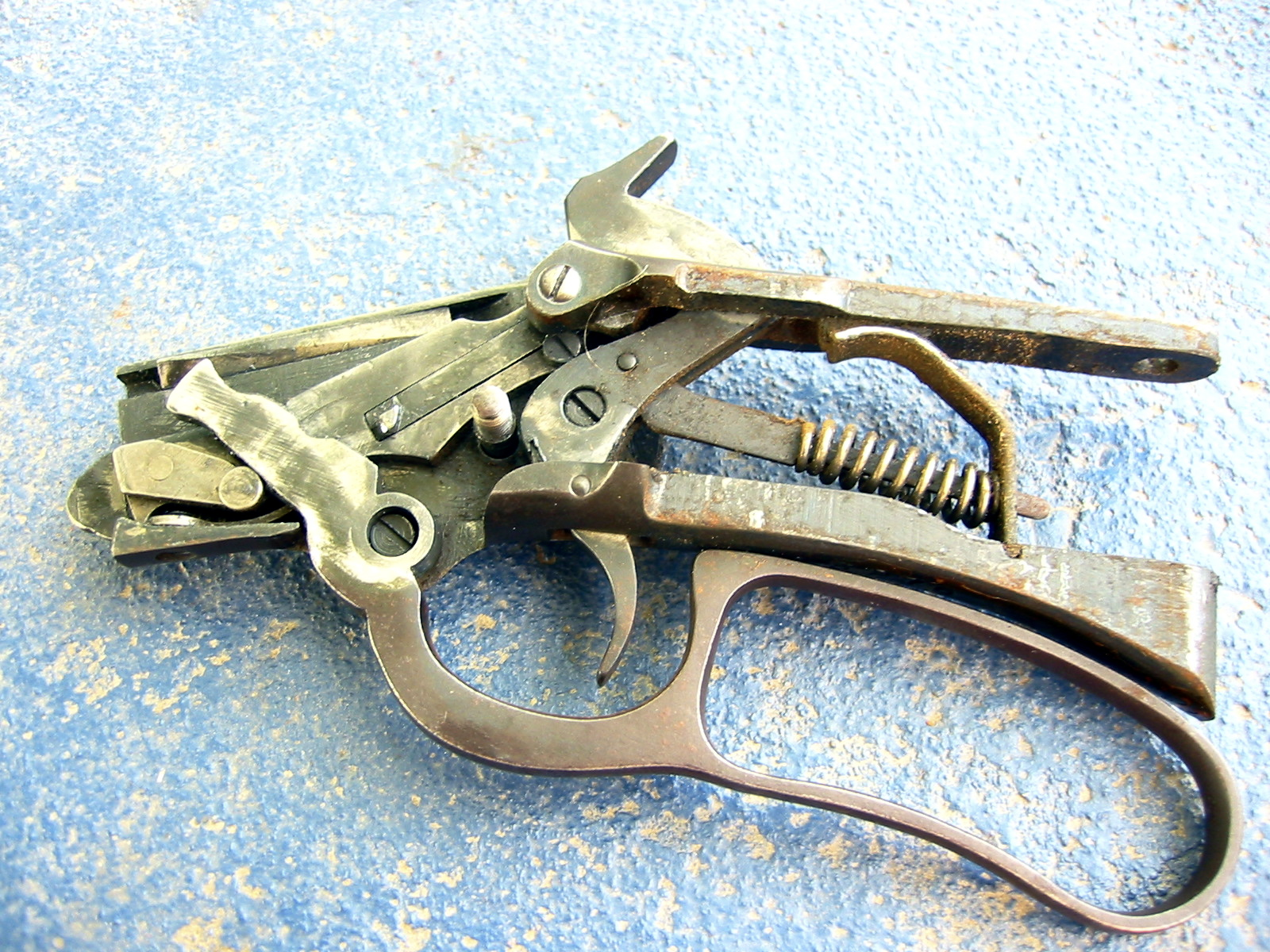
Важільний механізм Marlin 39A

Джон Марлін, засновник компанії Marlin Firearms з Нью-Гейвен, штат Коннектикут, представив першу важільну магазинну гвинтівку під назвою Model 1881. Гвинтівка заряджалася набоями .45-70 Government та .38-55 Winchester. Наступником стала гвинтівка Marlin 336 випущена в 1895 році. Також вона стала похідною для гвинтівки Marlin Model 1894, яку випускають і до тепер.
До 1890-х років важільні затвори еволюціонували у форму, яка є популярною понад століття. В 1894 році Марлін та Вінчестер випустили нову модель важільної гвинтівки. Гвинтівку Марлін випускають і до тепер, в той час як виробництво гвинтівки Winchester 94 припинили в 2006 році. Хоча ззовні гвинтівки Марлін та Вінчестер схожі, внутрішня компоновка відрізняється. Марлін має одноступінчастий важіль, а Вінчестер — двоступінчастий. Два етапи можна легко побачити під час роботи важеля, коли ударно-спускова група опускається вниз для відмикання затвора, який потім рухається назад для викидання стріляної гільзи.

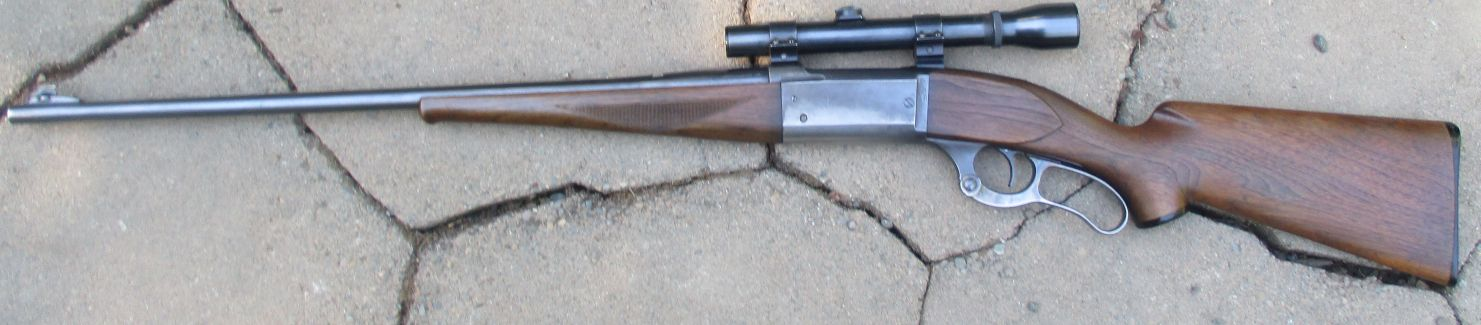
Гвинтівка Savage Model 99

Новостворена компанія Savage Arms Company стала відомою  після розробки популярних спортивних безкуркових важільних гвинтівок Моделі 1895 та 1899 (яка отримала назву Модель 99). Моделі 1895/99 почали випускати в 1899 році до тих пір, поки витрати на виробництво гвинтівки та зниження інтересу до гвинтівок з важільною дією з 1950-х призвели до того, що Модель 99 була знята з виробництва в 2000 році. На відміну від більшості важільних гвинтівок Марліна та Вінчестера, які мали трубчасті магазини де треба було використовували круглоносі або пласконосі кулі, Артур Севадж розробив для своєї гвинтівки роторний магазин. Це дозволило в Моделі 99 використовувати набої з гостроносою кулею для покращення балістичної продуктивності. Модель 99 випускали під різні набої і в кількох варіантах. У останніх моделях замість дорогих у виробництві роторних магазинах, використовували знімні коробчасті магазини. Незважаючи на це, Модель 99 залишалися все дорогою у виробництві у порівнянні з іншими важільними гвинтівками, а через доступність гвинтівки Севаджа з ковзним затвором, Модель 99 було знято з виробництва
В 1990-х компанія Sturm Ruger and Company представила ряд нових гвинтівок важільної зброї.

## Бойове використання
Гвинтівку Henry Lever-Action використовували під час Громадянської війни США і використовувалася в США до заміни її гвинтівкою Winchester Model 1866. Крім того під час Громадянської війни використовували магазинну гвинтівку Спенсера. Крім того важільні гвинтівки широко використовували в 1930-х нерегулярними силами під час громадянської війни в Іспанії. Це були гвинтівки Вінчестера або їхні іспанські копії. Відомо про принаймні 9000 гвинтівок Model 1895, які Радянській Союз в 1936 році передав республіканцям для використання під час громадянської війни в Іспанії. Російська імперія та США прийняли гвинтівку Winchester Model 1895 на озброєння.

### Дробовики

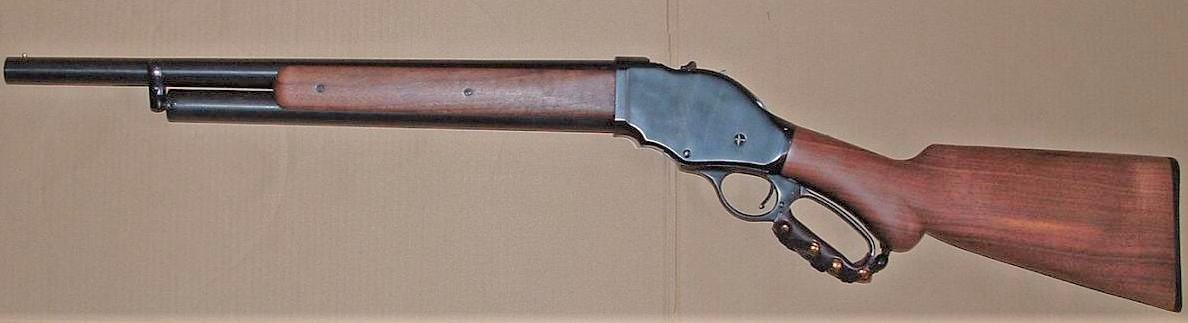
Сучасна копія важільного дробовика Winchester Model 1887

Перші магазинні дробовики розроблялися з ковзними або важільними затворами, що явно було зроблено під впливом магазинних гвинтівок того часу. Першим успішним магазинним дробовиком став Winchester Model 1887, розроблений Джоном Браунінгом в 1885 році за розпорядженням Winchester Repeating Arms Company. Конструкцію важільної дії було обрано через пізнаваність бренду незважаючи на протести Браунінга, який зауважував, що помповий затвор краще підходить для дробовика. Спочатку в зброї використовували рушничні набої з димним порохом (що було стандартним для того часу), пізніше Модель 1887 переробили на Winchester Модель 1901, це зміцнена версія під набій 10 калібру під бездимний порох. Популярність цих дробовиків пішла на спад після появи дробовиків з помповими затворами, наприклад Winchester Model 1897, а тому виробництво було припинено в 1920 році. Сучасні репліки випускають Armi Chiappa в Італії, Norinco в Китаї та ADI Ltd. в Австралії. Компанія Winchester продовжила випуск дробовика .410 калібру Model 9410, який є фактично Winchester Model 94 під набій .410 калібру, до 2006 року.
Австралійські закони про вогнепальну зброю жорстко контролюють помпові та самозарядні затвори. Зброя з важільними затворами контролюється менш жорстко, саме цим пояснюється підвищення популярності на зброю з важільними затворами в цій країні.

### Інша зброя

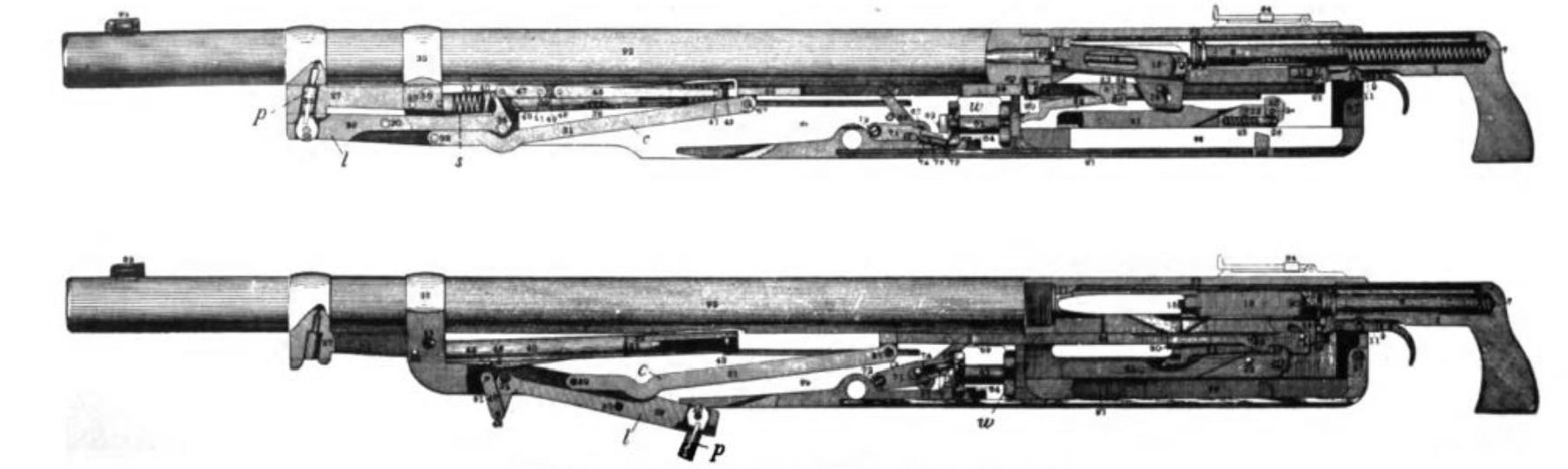
Робочий механізм M1895 із зображенням важеля в передньому (верхньому) і задньому (нижньому) положеннях

Одним з прикладів використання важільного затвора в автоматичній зброї це кулемет M1895 Colt–Browning. Під стволом цієї зброї було розташовано хитний важіль який приводився в дію шляхом відведення газів зі ствола при цьому відмикаючи затвор для перезарядки. Ця унікальна зброя отримала прізвисько "картоплекопач", оскільки важіль коливався при стрільбі і заривався в землю якщо зброя була розташована не на потрібній висоті на тринозі.
Іншим екземпляр це автоматична гвинтівка Knötgen.

## Набої
Набої для важільної зброї випускали у різних калібрах, з кулями різних форм та різними зарядами пороху, які можна розділити на дві категорії: набої з низьким тиском з круглими кулями та набої високого тиску з аеродинамічними гостроносими ("spitzer") кулями.
Деякі важільні затвори не такі міцні, як ковзні або самозарядні затвори. В менш міцних затворах використовують набої з низьким та середнім тиском, які чимось схожі на потужні пістолетні набої. Щоб збільшити енергію кулі при відносно низьких швидкостях, набої часто мають більші та важчі кулі, ніж гвинтівки інших типів. Найпоширенішим є набій .30-30 Winchester, представлений компанією Winchester разом з гвинтівкою Модель 1894. Серед інших поширених набоїв є: .38 Special/.357 Magnum, .44 Special/.44 Magnum, .41 Magnum, .444 Marlin, .45-70, .45 Colt, .32-20 Winchester, .35 Remington, .308 Marlin Express, .22 калібр набої кільцевого запалення та .300 Savage. Існує деяка суперечка щодо того, який набій безпечно використовувати для полювання на велику дичину або великих хижаків. Навіть за великих калібрів, через низьку швидкість куля отримує менше енергії ніж набої для полювання на слонів при таких самих калібрах. Проте, навіть найменші набої підходять для легких і зручних гвинтівок, які відмінно підходять для полювання на дрібних травоїдних, боротьби зі шкідниками та особистого захисту.
Деякі міцніші, великі пістолети (зазвичай револьвери) також використовують деякі з цих набоїв, що дозволяє використовувати набоїв як в пістолетах так і в гвинтівках. Довший ствол та краща точність гвинтівки забезпечують вищу швидкість, більшу відстань та ширший вибір дичини. 
Деякі з цих набоїв (наприклад, .45-70) є потомками перших унітарних набоїв з димним порохом. Після появи унітарних набоїв та важільних гвинтівок, було розроблено невеликі, портативні набори для ручного заряджання та лиття куль (вони отримали назву "cowboy reloading kits"). Такі набори до сих пір доступні для більшості набоїв з низьким тиском для важільних гвинтівок.
Міцніші важільні затвори, наприклад, затвор гвинтівки Marlin Model 1894, може витримати використання набоїв з високим тиском. Важільні затвори з міцним, роторним замиканням затвора (наприклад, Browning BLR з сімома вушками-замками) є безпечними для використання потужних набоїв таких як .300 Winchester Magnum, .300 WSM та 7 мм Remington Magnum. Конструкції з нахиленими блоками, наприклад, Savage Model 99, також доволі міцні, щоб витримати великий тиск.
Багато важільних гвинтівок мають трубчасті магазини під стволом. Для безпечного користування зброєю, кулі в набоях мають круглий нос, а деякі мають кільцеві капсулі замість центральних капсулів. Проблема в тому, що аеродинамічні надзвукові кулі мають гостроносу форму. В трубчастому магазині гостроносі кулі можуть випадково вдарити по капсулю розташованому в центрі гільзи. Крім того гостроносі кулі мають крихкі наконечники, які можна пошкодити в трубчастому магазині. Деяка важільна зброя, наприклад, Savage Model 99, може живитися з коробчастого або роторного магазинів. Winchester Model 1895 також має коробчастий магазин і може заряджатися набоями .30-06 або іншими потужними військовими набоями. Нещодавно було розроблено еластомірні наконечники для гостроносих куль.
Важільні дробовики, наприклад, Winchester Model 1887, заряджалися набоями 10 або 12 калібру з димним порохом, тоді як Model 1901 заряджалася набоями 10 калібру з бездимним порохом. Сучасні репліки заряджаються набоями 12 калібру з бездимним порохом, хоча дробовик Winchester Model 9410 розроблений під набій .410 калібру.

## Найвідоміша зброя, побудована за схемою важеля
- Вінчестер Модель 1873
- Вінчестер Модель 1887
- Вінчестер Модель 1895
- Моссберг Модель 464